# Knud Børge Andersen

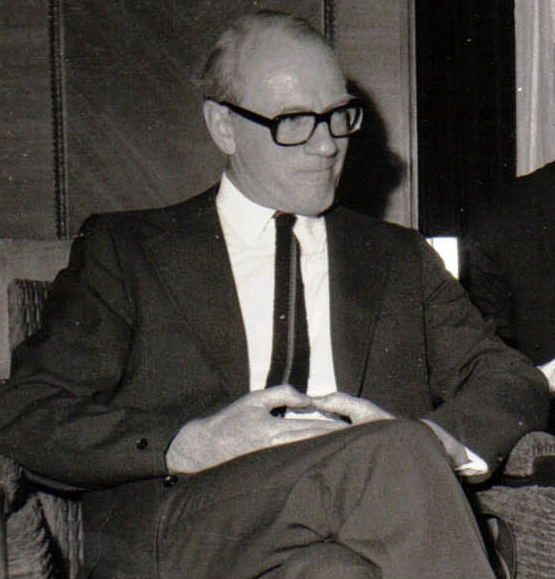
Knud Børge Andersen

Knud Børge Andersen (* 1. Dezember 1914 in Kopenhagen; † 23. März 1984 ebenda) war ein dänischer sozialdemokratischer Politiker.

## Studium und berufliche Tätigkeiten
Andersen war nach dem Studium der Politikwissenschaften zunächst von 1935 bis 1950 als Journalist im staatlichen Radio tätig. Dort war er zuletzt 1948 bis 1950 Leiter der Programmabteilung. Anschließend war er bis 1957 Leiter der Volkshochschule in Roskilde. Später war er von 1962 bis 1964 Vorsitzender des sozialdemokratischen Lehrerverbandes AOF. Darüber hinaus arbeitete er zeitweise als Redakteur der sozialdemokratischen Parteizeitung „Verdens Gang“.

## Politische Laufbahn
1957 wurde er erstmals in das Parlament (Folketing) gewählt und vertrat dort zunächst bis 1970 und dann erneut von 1973 bis 1981 die Interessen der sozialdemokratischen Partei (Socialdemokraterne). Von Januar 1963 bis September 1964 war er außerdem Mitglied der Parlamentarischen Versammlung des Europarates.
Von 1964 bis 1968 war er Erziehungsminister im Kabinett von Jens Otto Krag. Vom 11. Oktober 1971 bis zum 19. Dezember 1973 war er erstmals Außenminister in den Kabinetten von Krag und Anker Jørgensen. Während dieser Amtsperiode zog er sich während einer Sitzung des Nordatlantikrates im Dezember 1972 heftige Kritik des britischen und des US-amerikanischen Außenministers, Alec Douglas-Home und William P. Rogers sowie des NATO-Generalsekretärs Joseph Luns zu, als Dänemark zu Zeiten der Aufrüstung anderer NATO-Mitgliedstaaten seinen Verteidigungsetat um acht Prozent kürzte.
Vom 13. Februar 1975 bis zum 1. Juli 1978 war er erneut Außenminister im Kabinett von Jørgensen. Während dieser Zeit war er im ersten Halbjahr 1978 auch Präsident des Rats der Europäischen Union. Während dieser Zeit war er maßgeblich an den Wirtschaftssanktionen gegen das Apartheid-Regime in Südafrika beteiligt. Darüber hinaus war er auch Teilnehmer an den sogenannten „Bilderberg-Konferenzen“.
Vom 3. Oktober 1978 bis zum 8. Dezember 1981 war er schließlich Sprecher des Folketing sowie Parteisekretär der Sozialdemokratischen Partei.
Andersen war während seiner politischen Laufbahn auch ein Kritiker des dänischen politischen Systems. Dabei machte er die große Anzahl von Parteien für die Instabilität des Landes sowie die Schwierigkeiten bei der Bildung von Koalitionsregierungen verantwortlich.

## Veröffentlichungen
- Andersen, Knud Børge / Krag, Jens Otto: Kamp og fornyelse: Socialdemokratiets indsats i dansk politiek 1955–1971.